# Alexander Gottlieb Baumgarten

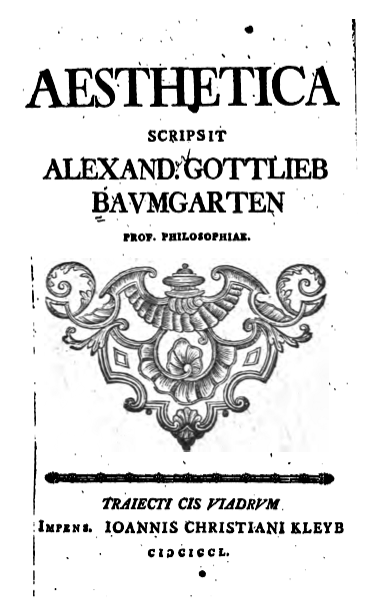
Aesthetica.

Alexander Gottlieb Baumgarten, född 17 juli 1714 i Berlin, död 27 maj 1762 i Frankfurt an der Oder, var en tysk filosof som myntade den moderna innebörden av begreppet "estetik".
Baumgarten var professor i Frankfurt an der Oder. Han studerade för Wolff och arbetade därefter med att systematisera dennes läror och introducerade estetiken som ett led i att förena dennes rationella system med det sköna och emotionella. Wolff påverkade starkt Kant.
Bland hans viktigaste arbeten märks Aesthetica, (2 band, 1750-58) samt hans i undervisningen länge använda Metaphysica (1739).